# Søren Jonæsøn
Søren Jonæsøn, född 14 april 1656 i danska Århus. Död 27 maj 1717 som domprost i Roskilde, där han är begravd i domkyrkan. Representerad i, bland andra, danska Psalmebog for Kirke og Hjem med både egna psalmtexter och från tyska översatta texter av Johann Heermann.

## Psalmer
- Gud ene tiden deler (översättning)
- Gud Helligånd, i tro os lær
- Hvorfor vil du dog klage (översättning)
- I døden Jesus blunded
- I kristne, som bekende
- Jesus, dine dybe vunder (översättning)
- Kom, store Gud, o Helligånd
- O Gud, min synd du sænke ned (översättning)
- O Helligånd, du skat så skøn
- O Helligånd, kom til os ned
- O hjertekære Jesus Krist